# Codex Bezae
Il Codex Bezae Cantabrigensis (Gregory-Aland n. D o 05) è un importante codice del Nuovo Testamento datato 380-420 (secondo altri è più tardo, V-VI secolo). È scritto in latino e greco onciale (maiuscolo) su supporto di pergamena. Contiene in maniera frammentaria solo i Vangeli, gli Atti degli Apostoli, la Terza lettera di Giovanni.

## Contenuto

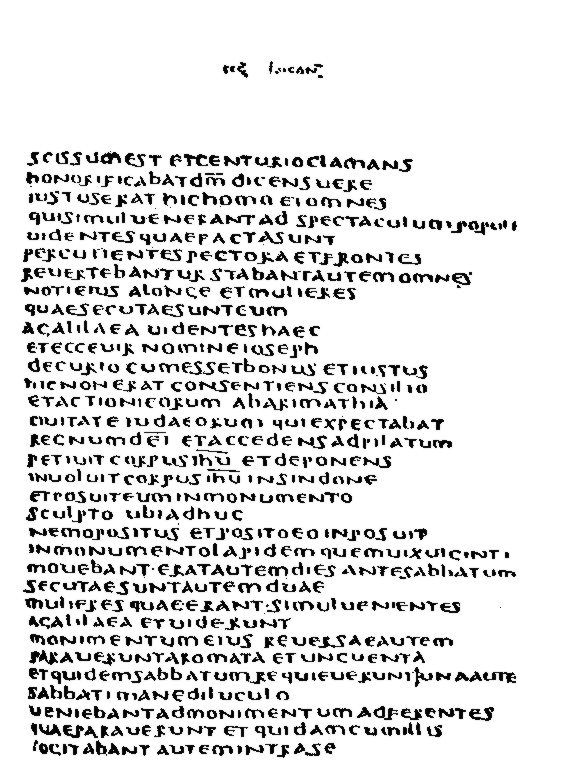
Un particolare del testo latino del Codex Bezae

Il manoscritto è scritto su una sola colonna per pagina. Conta attualmente 406 fogli, che in origine erano probabilmente 534, con il testo greco sulla pagina sinistra e quello latino sulla destra. Le pagine misurano 26 x 21,5 cm. Le prime tre linee di ogni libro sono scritte in rosso, quindi l'inchiostro rosso e nero alterna le linee fino alla fine dei libri.
Il codice presenta i vangeli nell'ordine occidentale (prima gli apostoli, Matteo e Giovanni, poi i collaboratori degli apostoli, Luca e Marco). Solo Luca è perfettamente completo.
Dopo alcune pagine mancanti, il codice presenta la Terza lettera di Giovanni e parte degli Atti degli Apostoli.
Almeno undici correttori hanno lavorato sul testo biblico fra il VI e il XII secolo.

## Critica testuale
Il manoscritto contiene Matteo 16,2b-3 e il testo della Pericope dell'adultera (Vangelo secondo Giovanni 8,1-11): si tratta della testimonianza più antica della pericope.
È l'unico manoscritto a inserire tra i versetti 6,5 e 6,6 del Vangelo secondo Luca il seguente agraphon:

## Testo
Il testo greco mostra alcune varianti non riscontrate in altri manoscritti, soprattutto nel caso degli Atti degli Apostoli. Sono presenti alcune notevoli omissioni e la tendenza a parafrasare il testo. Molti studiosi considerano pertanto tale manoscritto come testimone inaffidabile.
A lato del manoscritto greco si trova un testo in latino che non sempre è la traduzione del testo greco a fronte, ricorrendo a volte a versioni latine pre-Vulgata.

## Storia
L'origine del manoscritto è incerta: sono state proposte Gallia meridionale, Italia settentrionale, Sicilia, Palestina, Costantinopoli, Egitto e Africa del Nord. La lingua dello scriba era il latino, che appare scritto in maniera molto più fluida del greco.
Il testo è la copia fedele di un testo greco più antico citato anche da Giustino e da Ireneo di Lione. Lo studioso inglese Frederick Scrivener ipotizza che Ireneo, giunto a Lione da Smirne verso il 170, avesse portato il testo originale dal quale fu poi copiato il Codex Bezae.
Il codice era a Lione nel IX secolo, quando fu restaurato. Per molti secoli è stato custodito nella libreria del monastero di Sant'Ireneo nella stessa città francese. Durante le guerre di religione del XVI secolo, nel 1562 il manoscritto fu saccheggiato dal monastero ad opera dei calvinisti francesi e diventò possesso dell'amico e successore di Calvino, Teodoro di Beza. Questi scrisse che il codice era da lungo tempo inutilizzato nel monastero. Sembra, al contrario, che il codice fosse usato nel 1546 al Concilio di Trento, a causa di una lezione latina di Giovanni 21 avallata solo dal testo greco del codice. Teodoro di Beza donò il codice alla Università di Cambridge nel 1581. Attualmente si trova nella biblioteca dell'università.